# Bjärred
Bjärred es una ciudad costera perteneciente a la municipalidad de Lomma, en la provincia de Escania, en el sur de Suecia, 20 km al norte de Malmö y 10 km al oeste de Lund.

## Datos básicos
Bjärred ocupa un área de 439 hectáreas y tiene 8.663 habitantes (2005), siendo la segunda ciudad en número de habitantes de la municipalidad de Lomma. Bjärred forma parte de los extrarradios de Malmö y Lund, si bien es considerada como más próspera que Lomma. 

## Lugares de interés
Entre las visitas más destacables de la ciudad están las piscinas para baños al aire libre.

## Hijos ilustres
- Patrik Andersson, exjugador de fútbol de la selección nacional sueca
- Daniel Andersson, jugador de fútbol de la selección nacional sueca
- Andreas Johnson, cantante
- Henrik Stenson, golfista

- Datos: Q879479
- Multimedia: Bjärred / Q879479